# Ashley Fletcher
Ashley Fletcher (Keighley, 2 ottobre 1995) è un calciatore inglese, attaccante del Blackpool.

## Biografia
È nato a Keighley, dove ha frequentato la Canon Slade School. In gioventù ha praticato calcio, cricket e basket per la squadra della scuola.

## Carriera

### Club
Calcisticamente cresciuto nel Bolton, nel 2010, all'età di quindici anni, passa nelle giovanili del Manchester United. Nel maggio del 2014 firma il suo primo contratto professionistico con i Red Devils e nella stagione 2015-2016 viene aggregato alla prima squadra dal tecnico Louis van Gaal.
Il 7 gennaio 2016 passa in prestito al Barnsley, squadra militante in Football League One (terza divisione inglese). Il 20 febbraio seguente realizza il suo primo gol tra i professionisti, nella vittoria per 1-0 contro il Doncaster Rovers. È decisivo con una rete nella finale del Football League Trophy, vinta per 3-2 contro l'Oxford United. Inoltre è protagonista della finale dei play-off, vinta per 3-1 contro il Millwall, che permette al Barnsley di ottenere la promozione in Football League Championship (seconda divisione inglese). A fine stagione fa ritorno al Manchester United.
Il 12 luglio 2016 viene acquistato dal West Ham. Il 4 agosto seguente fa il suo esordio nelle coppe europee, nella partita di Europa League vinta dagli Hammers per 3-0 contro il Domzale. Il 21 agosto debutta anche in Premier League, nella vittoria casalinga per 1-0 contro il Bournemouth. Il 30 novembre segna il suo primo gol con la nuova maglia, nella partita di Football League Cup persa per 1-3 sul campo del Manchester United, sua ex squadra.
Il 28 luglio 2017 viene acquistato dal Middlesbrough per circa sette milioni di euro.
L'11 giugno 2021 firma per il Watford, con cui rimane fino al 28 febbraio 2022, quando viene ceduto in prestito ai N.Y. Red Bulls per sei mesi.

### Nazionale
Nel 2015 debutta con la Nazionale inglese Under-20, segnando una rete dopo soli 10 minuti dal suo ingresso. Si ripete poi nella vittoria per 4-1 contro il Canada.

## Statistiche

### Presenze e reti nei club
Statistiche aggiornate al 2 ottobre 2024.
| Stagione             | Squadra              | Campionato           | Campionato | Campionato | Coppe nazionali | Coppe nazionali | Coppe nazionali | Coppe continentali | Coppe continentali | Coppe continentali | Altre coppe | Altre coppe | Altre coppe | Totale | Totale |
| Stagione             | Squadra              | Comp                 | Pres       | Reti       | Comp            | Pres            | Reti            | Comp               | Pres               | Reti               | Comp        | Pres        | Reti        | Pres   | Reti   |
| -------------------- | -------------------- | -------------------- | ---------- | ---------- | --------------- | --------------- | --------------- | ------------------ | ------------------ | ------------------ | ----------- | ----------- | ----------- | ------ | ------ |
| 2015-gen. 2016       | Manchester United    | PL                   | 0          | 0          | FACup+CdL       | 0+0             | 0+0             | UCL+UEL            | 0                  | 0                  | -           | -           | -           | 0      | 0      |
| gen.-giu. 2016       | Barnsley             | FL1                  | 21+2       | 5+1        | FACup+CdL       | 0+0             | 0+0             | -                  | -                  | -                  | FLT         | 4           | 3           | 27     | 9      |
| 2016-2017            | West Ham Utd         | PL                   | 16         | 0          | FACup+CdL       | 1+1             | 0+1             | UEL                | 2                  | 0                  | -           | -           | -           | 20     | 1      |
| 2017-gen. 2018       | Middlesbrough        | FLC                  | 16         | 1          | FACup+CdL       | 0+3             | 0+1             | -                  | -                  | -                  | -           | -           | -           | 19     | 2      |
| gen.-giu. 2018       | Sunderland           | FLC                  | 16         | 2          | FACup+CdL       | 0+0             | 0+0             | -                  | -                  | -                  | -           | -           | -           | 16     | 2      |
| 2018-2019            | Middlesbrough        | FLC                  | 21         | 5          | FACup+CdL       | 3+5             | 1+3             | -                  | -                  | -                  | -           | -           | -           | 29     | 9      |
| 2019-2020            | Middlesbrough        | FLC                  | 43         | 11         | FACup+CdL       | 2+1             | 1+1             | -                  | -                  | -                  | -           | -           | -           | 46     | 13     |
| 2020-2021            | Middlesbrough        | FLC                  | 12         | 2          | FACup+CdL       | 0+2             | 0+2             | -                  | -                  | -                  | -           | -           | -           | 14     | 4      |
| Totale Middlesbrough | Totale Middlesbrough | Totale Middlesbrough | 92         | 19         |                 | 16              | 9               |                    | -                  | -                  |             | -           | -           | 108    | 28     |
| 2021-feb. 2022       | Watford              | PL                   | 3          | 0          | FACup+CdL       | 1+2             | 0+2             | -                  | -                  | -                  | -           | -           | -           | 6      | 2      |
| feb.-lug. 2022       | N.Y. Red Bulls       | MLS                  | 7          | 0          | USOC            | 0               | 0               | -                  | -                  | -                  | -           | -           | -           | 7      | 0      |
| 2022-2023            | Wigan                | FLC                  | 26         | 2          | FACup+CdL       | 2+0             | 0+0             | -                  | -                  | -                  | -           | -           | -           | 28     | 2      |
| 2023-2024            | Sheffield Weds       | FLC                  | 23         | 0          | FACup+CdL       | 3+2             | 0+0             | -                  | -                  | -                  | -           | -           | -           | 28     | 0      |
| 2024-2025            | Blackpool            | FL1                  | 7          | 1          | FACup+CdL       | 0+2             | 0+0             | -                  | -                  | -                  | FLT         | 1           | 0           | 10     | 1      |
| Totale carriera      | Totale carriera      | Totale carriera      | 211+2      | 29+1       |                 | 30              | 12              |                    | 2                  | 0                  |             | 5           | 3           | 250    | 45     |

## Palmarès

### Club
- Football League Trophy: 1

Barnsley: 2015-2016